# François Robichon de la Guérinière
François Robichon de la Guérinière, född 1688, död 1751, var Ludvig XV:s  beridare och hovstallmästare samt chef för den kungliga manegen i Tuilerierna i Frankrike från 1730 till 1751.  
De la Guérinière publicerade 1733 sin bok École de Cavalerie som anses vara den ridlära som haft störst inflytande på den klassiska ridning som fortfarande praktiseras i Europa.
De la Guérinière brukar kallas "den klassiska ridkonstens fader" eftersom han förfinade och utvecklade ridkonstens principer. I sin bok definierade han bland annat den djupa och balanserade sitsen som i allt väsentligt står sig än i dag såväl för skolritt som för vanlig uteridning. De la Guérinière utvecklade ridkonsten till en hel vetenskap och menade att "utan teori är all praktik meningslös". Han utarbetade övningsprogram för att öka hästens smidighet och balans. Hans målsättning att genom systematisk utbildning skapa en ridhäst som var lugn, genomarbetad och lydig med angenäma rörelser och bekväm att rida gäller fortfarande. Teorierna i hans bok ligger till grund för verksamheten vid såväl den Spanska ridskolan i Wien som vid Frankrikes berömda ridskola Cadre Noir i Saumur.